# تلسكوب أبولو المثبت
كان تلسكوب أبولو المُثبَّت أو إيه تي إم مرصدًا شمسيًا مأهولًا، وكان جزءًا من المحطة الفضائية الأمريكية الأولى سكاي لاب. استطاع أن يرصد الشمس ضمن عدة أطوال موجية وهي أشعة إكس الضعيفة، والأشعة فوق البنفسجية، والضوء المرئي.
جرى تشغيل إيه تي إم يدويًا عن طريق رواد فضاء على متن سكاي لاب في عامي 1973-1974، وقد نتج عنه بشكل أساسي بيانات على شكل فيلم فوتوغرافي مُعرّض أعاده الطاقم معهم إلى الأرض. كان على الطاقم تغيير حجرات الأفلام أثناء السير في الفضاء، على الرغم من أنّ بعض الأدوات تمتعت بتغذية الفيديو المباشر الذي كان من الممكن ملاحظته من داخل محطة الفضاء. التُقط بعض من أوّل الصور المُستقطبة في الفضاء عن طريق شاشة فيديو سكاي لاب سي أر تي التي تُظهر الشمس كما صورتها أداة إيه تي إم. على الرغم من دمج إيه تي إم مع محطة سكاي لاب، إلّا أنه بدأ بمثابة مشروع منفصل متعلق باستخدام مركبة أبولو، ولهذا السبب امتلك اسم أبولو بدلًا من سكاي لاب. زار رواد الفضاء محطة سكاي لاب باستخدام مركبة أبولو التي أطلقها صاروخ ساتورن آي بي، وأُطلقت المحطة برفقة مرصدها الشمسي بواسطة صاروخ ساتورن 5 المشهور بإطلاق المركبات الفضائية إلى القمر.
صُمم إيه تي إم، وأُديرت عملية البناء في مركز مارشال لبعثات الفضاء التابع لناسا. ضم هذا المرصد ثماني أدوات رصدية أساسية، إلى جانب العديد من التجارب الأصغر. قام إيه تي إم بالأرصاد ضمن عدة أطوال موجية، بما في ذلك أشعة إكس، والأشعة فوق البنفسجية، والضوء المرئي.
دُمج إيه تي إم مع محطة سكاي لاب، واستخدمت المحطة لتوجيه المرصد، واستخدمت أيضًا الطاقة من مصفوفات إيه تي إم الشمسية على سبيل المثال.
وحتى العام 2006، كانت التعرضات الأصلية موجودة في ملف (قابل للوصول من قِبل الأطراف المعنية) في معمل أبحاث البحرية الأمريكية في واشنطن العاصمة.

## التصميم
جرى تبريد إيه تي إم بشكل فعال للحفاظ على درجة حرارة الأدوات ضمن نطاق معين. أُجريت عملية التوجيه بمساعدة حاسوب سكاي لاب، الذي كانت قيادته ممكنة من محطة الفضاء بواسطة رواد الفضاء أو بواسطة رابط اتصال من الأرض. نُشرت الألواح الشمسية الداخلية الأربعة المثبتة على شكل حرف «إكس»، وكانت توفر نحو 30% من الطاقة الكهربائية للمحطة.

## نبذة تاريخية
كان إيه تي إم واحدًا من المشاريع التي نتجت عن برنامج تطبيقات أبولو في نهاية ستينيات القرن العشرين، الذي درس مجموعة كبيرة من الطرق لاستخدام البنية التحتية لتطوير برنامج أبولو في سبعينيات القرن العشرين. كان من بين هذه الأفكار مهمات قمرية مختلفة ذات إقامة ممتدة، وقاعدة قمرية دائمة، ومهمات فضائية طويلة الأمد، وعدد من المراصد الكبيرة، وفي النهاية محطة فضاء «ورشة العمل الرطبة».
كانت الفكرة الأولية في حالة مرصد إيه تي إم هي تركيب الأدوات في وحدة قابل للنشر مرتبطة بمركبة القيادة ووحدة الخدمة، ثم جرى تغييرها من أجل استخدام وحدة أبولو القمرية المعدلة لغرض عمليات التحكم بالمركبة، وأدوات الرصد، وأنظمة التسجيل، بينما جرى استبدال مرحلة النزول القمري بتلسكوب شمسي كبير وألواح شمسية لتشغيل المرصد كله. بعد الإطلاق، كانت ستلتقي في المدار مع ثلاثة من طاقم مركبة القيادة ووحدة الخدمة (سي إس إم) الذين سيشغلونها ويستردون البيانات قبل العودة إلى الأرض. ومع إسقاط العديد من الأفكار الأخرى، بقي في النهاية فقط محطة الفضاء وإيه تي إم «مُسجّلة على الورق». تغيرت بعد ذلك الخطط لإطلاق إيه تي إم، وجُعل مُتصلًا بسكاي لاب في المدار. جرى تشغيل المركبتين الفضائيتين بعد ذلك من قِبل طاقم سكاي لاب.